# 지바 (힌두교)
지바(산스크리트어: जीव), 또는 지바트만은 힌두교와 자이나교에서 살아있는 존재 또는 생명력으로 채워진 모든 실체를 의미한다. 이 단어 자체는 '숨쉬다' 또는 '살다'를 의미하는 산스크리트어 동사 어근 '지브(jīv)'에서 유래했다.:211 형이상학적 실체로서 지바는 바가바드 기타와 우파니샤드와 같은 다양한 경전에서 묘사되었다. 베단타 학파의 각 하위 학파는 다른 형이상학적 실체들과 함께 지바의 역할을 다양한 능력으로 설명한다. 영어와 아브라함 철학에서 가장 가까운 번역은 영혼이다.

## 묘사
베단타 학파의 7개 학파의 경전(예: 바가바드 기타, 우파니샤드, 바차남룻)에서 논의되는 공통된 형이상학적 실체는 지바 또는 아트만: 영혼 또는 자아이다.

### 바가바드 기타
바가바드 기타의 제2장에는 지바를 묘사하는 구절들이 포함되어 있다. 예를 들어, 지바는 제2장 20절에서 영원하고 파괴할 수 없는 것으로 묘사된다.
न जायते म्रियते वा कदाचिन्
नायं भूत्वा भविता वा न भूयः ।
अजो नित्यः शाश्वतोऽयं पुराणो
न हन्यते हन्यमाने शरीरे

"영혼은 태어나지도 죽지도 않으며, 영원하고 원초적이다. 몸이 죽어도 영혼은 죽지 않는다."— 바가바드 기타 2.20, ":225

### 우파니샤드
बालाग्रशतभागस्य शतधा कल्पितस्य च । भागो जीवः स विज्ञेयः स चानन्त्याय कल्पते ॥ ९ ॥
"머리카락 끝을 백 등분하고, 각 부분을 다시 백 등분하면 그것이 지바(영혼)의 크기이다." 슈베타슈바타라 우파니샤드 (5.9)
슈베타슈바타라 우파니샤드는 지바와 파라마트만을 같은 나무에 앉아 있는 두 마리의 친근한 새에 비유한다.
समाने वृक्षे पुरुषो निमग्नोऽनीशया शोचति मुह्यमानः । जुष्टं यदा पश्यत्यन्यमीशमस्य महिमानमिति वीतशोकः ॥ ७ ॥
"두 마리 새가 나무(몸)에 앉아 있다. 한 마리 새, 지바는 나무의 열매를 즐기고 있고, 다른 파라마트만은 지바를 지켜보고 있다." 슈베타슈바타라 우파니샤드 (4.7)

### 바차남룻
스와미나라얀은 바차남룻 제탈푸르 2에서 그의 강론에서 지바의 본질을 설명했다.
지바는 자를 수도 없고 꿰뚫을 수도 없으며 불멸이고 의식으로 형성되었으며 원자 크기이다. 당신은 또한 '지바는 어디에 거주하는가?'라고 물을 수 있다. 그것은 심장의 공간 안에 거주하며, 그곳에 머무르면서 다른 기능을 수행한다. 그곳에서 보고 싶을 때 눈을 통해 보고, 소리를 듣고 싶을 때 귀를 통해 듣고, 코를 통해 온갖 냄새를 맡고, 혀를 통해 맛보고, 피부를 통해 모든 감각의 쾌락을 경험한다. 또한, 그것은 마음을 통해 생각하고, 찌따[내부 기능 중 하나]를 통해 숙고하고, 지성[붓디]을 통해 확신을 형성한다. 이런 방식으로 열 가지 감각과 네 가지 내부 기능을 통해 모든 감각 대상[즉, 감각적 지각의 대상]을 인식한다. 그것은 머리부터 발끝까지 온몸에 퍼져 있지만, 몸과 구별된다. 이것이 지바의 본성이다.— 바차남룻 제탈푸르 2, ::211

## 베단타 학파
베단타 학파는 힌두 철학의 6대 학파(다르샨) 중 하나로, 우파니샤드, 브라흐마 수트라, 바가바드 기타에서 신념을 도출한 하위 학파들을 포함한다. 앞서 언급된 세 경전은 일반적으로 프라스탄트라야로 불린다.

### 아드바이타 다르샨
아드바이타(비이원론적) 다르샨은 오직 하나의 실체인 브라흐만의 존재만을 주장한다. 그것은 구별이 하나 이상의 실체를 요구하기 때문에 모든 구별을 궁극적으로 거짓으로 간주한다. 경험적으로 인식되는 구별과 프라스탄트라야에 설명된 구별은 상대적 실재(비아바하리카 삿타)를 인식함으로써 이 학파 내에서 설명된다.:188 그러한 구별 중 하나는 지바, 즉 영혼과 브라흐만 사이의 구별이다. 상대적 실재의 패러다임을 통해 이해될 때, 지바는 마야—아비디야, 즉 무지에 의해 가려져 있으며, 이는 브라흐만과의 합일을 깨닫지 못하는 상태이다.:189 아드바이타 철학 내에서 지바의 본질은 세 가지 이론 또는 은유를 사용하여 설명된다: 프라티빔바-바다(반영 이론), 아바체다-바다(제한 이론), 아바사-바다(현상 이론). 프라티빔바-바다에 따르면, 지바는 아트만의 반영으로 구성되며, 반영이 일어나는 거울은 무지(아비디야)이다. 이 은유는 아트만과 지바가 구별되는 것처럼 보이지만, 거울에 비친 자신의 모습이 자신과 구별되는 것처럼 보이지만 실제로는 자신과 동일한 것처럼, 실제로는 구별되지 않는다는 것을 명확히 한다. 아바체다-바다는 의식이 반영될 수 있다는 것을 부정하고, 대신 지바를 아트만의 제한(우파디)으로 이해한다. 그것은 무지 때문에 제한되고 다른 자아들과 분리된 것처럼 보인다.

### 베다베다 (드바이타드바이타) 다르샨
님바르카가 창시한 베다베다 다르샨은 지바가 브라흐만의 일부이면서 동시에 브라흐만과 구별된다고 주장하며, 아드바이타의 완전한 합일과 드바이타의 완전한 구별이라는 극단 사이의 중간 지점이다. 이러한 차이와 비차이라는 개념은 비유를 통해 흔히 묘사된다: 마치 태양에서 광선이 나오지만 태양과 시공간적으로 구별되는 것처럼, 지바도 브라흐만이라는 전체의 일부이다. 또 다른 비유는 불에서 방출되는 불꽃이다. 불꽃은 불과 같은 물질로 구성되어 불과 다르지 않다(아베다). 그것들은 또한 다르다(베다), 즉 그들이 유래한 불과 다른 장소에 위치한다. 또 다른 비유는 바다와 파도인데, 이는 비록 베다베다 다르샨이 브라흐만이 부분을 가지고 있고 지바가 브라흐만의 부분이라는 것을 의미하지만, 이것이 지바가 그 완벽함을 감소시킨다는 것을 의미하지 않는다는 것을 보여준다. 마치 바다의 파도가 바다에 있는 물의 양을 감소시키지 않는 것처럼.

### 드바이타 다르샨
마드바가 창시한 드바이타(이원론적) 다르샨은 아드바이타(비이원론적)의 하나의 궁극적 실재라는 개념을 거부한다. 그것은 다섯 가지 종류의 이원론을 주장하는데, 그 중 가장 근본적인 것은 지바와 이슈바라 사이의 이원론이다. 지바는 이슈바라에 의존하기 때문에 신 또는 이슈바라와 구별된다. 이러한 상태는 영원하고 존재론적인 구별의 지표이다. 이 학파만의 특징은 예정을 연상시키는 영혼의 위계라는 개념이다. 이 체계 내에서 일부 영혼은 본질적으로 그리고 영원히 해방을 위해 예정되어 있고, 다른 영혼은 지옥을 위해, 또 다른 영혼은 탄생과 죽음의 순환을 통해 이주를 위해 예정되어 있다.:267 바로 이 순환 속에서 지바는 긍정적 또는 부정적 행위(업)를 수행하고, 이 순환에서 벗어나기 위한 영적인 노력을 할 기회를 가지는데, 이를 해방(해탈)이라고 한다.

### 비시슈타드바이타 다르샨
라마누자가 제안한 비시슈타드바이타 다르샨은 지바와 신 사이의 존재론적 구별을 유지한다. 그러나 드바이타 다르샨과는 달리, 이 구별은 제한적이다. 지바는 그 속성과 의지에 있어서 여전히 신에 의존한다.:234 라마누자는 신과 지바 사이의 관계를 설명하기 위해 몸과 영혼의 교리(사리라와 사리리)를 사용한다. 지바는 신의 몸을 구성하고, 신은 지바의 영혼이다. 이 교리를 사용하여 라마누자는 신과 지바 사이의 존재론적 구별을 유지하면서도 그들의 제한적 비이원성을 보여줄 수 있다.
비시슈타드바이타는 다른 다르샨들처럼 자아는 의식적인 존재인 체탄으로 구성되어 있다고 주장한다.:235 그것은 지바, 아트만, 짓, 체타나를 동의어로 사용한다. 이 학파는 아드바이타의 개념에 대한 많은 반박을 제시하는데, 그 중 하나는 아드바이타의 지바인 브라흐만이 어떻게 무지의 상태에 있을 수 있는지에 대한 것이다. 비시슈타드바이타 다르샨은 만약 무지가 브라흐만의 속성이 아니라면 비이원성 개념이 모순된다고 주장한다. 라마누자는 아트만으로서의 지바의 의식을 램프와 그것이 방출하는 빛의 관계에 비유한다.:235
하나의 광휘로운 물질은 빛으로서 존재하고 빛을 소유한 자로서 존재한다.... 그것은 자신의 형태와 다른 것들의 형태를 모두 비추기 때문에 광휘를 소유한다. 그러나 그것은 그 광휘로운 물질의 속성으로 행동한다.... 이와 동일한 방식으로, 자아는 의식의 형태를 가지고 있지만 의식의 속성도 가지고 있다— 멜코테 1권: 89, 90, :235-236

다른 학파들과 달리, 비시슈타드바이타 철학은 해탈(해탈)이 단지 전생의 끝이 아니라, 신을 묵상하고 헌신적인 삶을 사는 데서 오는 행복과 기쁨의 감각이라고 제안하며, 그 결과 신이 해탈을 허락하는 데 도움을 줄 것이라고 주장한다.

### 슈다드바이타 다르샨
발라바차리야가 제안한 슈다드바이타 다르샨은 지바와 브라흐만(파라브라흐만) 사이의 영원한 관계를 의미하는 "니트야-삼반다" 개념을 가지고 있다. 지바의 본질적인 본성은 신성하고, 순수하며, 영적이다. 지바의 궁극적인 목적은 크리슈나(최고 브라흐만)에게 사랑스러운 헌신을 하는 것이며, 해방은 신성한 은혜와 크리슈나에게 지바의 사랑스러운 항복을 받아들임을 통해 얻어진다. 발라바차리야는 불과 그 불꽃 사이의 비유를 사용하는데, 지바는 신의 불에서 나오는 불꽃이며, 작지만 동일한 본질을 공유한다.

### 아친트야 베다 아베다
차이타냐 마하프라부가 제안한 아친트야 베다 아베다는 지바와 브라흐만이 동일(아베다)하고 다르며(베다) 그 관계는 생각으로 헤아릴 수 없다(아친트야)고 주장한다.:283 차이타냐 바이슈나바 학파의 주요 학자 중 한 명인 지바 고스와미는 다른 학파들과 많은 특성을 공유하지만, 지바가 브라흐만의 일부라는 베다베다 입장에 명확하게 부합하는 자아의 정의를 제시한다.
더 나아가, 그것은 인식자, 행위자, 질적인 경험자의 본질적인 특성을 가지고 있으며, 본성상 그리고 항상 내주하는 주님의 본질적인 부분이다.— 지바 고스와미, :287

차이타냐 마하프라부가 제안한 철학은 지바가 의식적이며 독특한 특성을 가지고 있음을 인정한다. 그것은 신도, 인간도, 동물도 아니며, 감각과 마음과는 별개이다. 그것은 변하지 않고, 의식과 행복을 소유하며, 몸 전체에 퍼져 있다. 몸과 마음은 기능을 위해 지바를 필요로 하지만, 지바의 의식과 존재는 어떤 것에도 의존하지 않는다. 고스와미는 또한 "각 몸에 다른 자아가 있으며, 각 자아는 주님의 본질적인 부분이다"라고 설명한다.

### 악샤르-푸루쇼탐 다르샨
BAPS가 해석한 스와미나라얀의 가르침인 악샤르-푸루쇼탐 다르샨은 바차남룻 가다다 1.7과 가다다 3.10에 기록된 스와미나라얀의 두 설교에서 언급된 다섯 가지 영원한 실체의 존재를 중심으로 한다.
푸루쇼타마 바가완, 악샤라브라흐만, 마야, 이슈바라, 그리고 지바 – 이 다섯 존재는 영원하다.

모든 베다, 푸라나, 이티하사, 스므리티 경전에서 나는 지바, 마야, 이쉬바라, 브라흐만, 파라메쉬바라가 모두 영원하다는 원리를 깨달았다.

지바는 독특하고 개별적인 영혼, 즉 유한한 지각 있는 존재로 정의된다. 지바는 마야에 묶여 있으며, 마야는 영원한 존재, 의식, 그리고 행복으로 특징지어지는 그들의 진정한 자아를 숨긴다. 지바의 수는 무한하다. 그들은 극도로 미묘하고, 불가분이며, 꿰뚫을 수 없으며, 노쇠하지 않고 불멸이다. 심장 안에 거주하면서 지바는 알 수 있는 능력(그나안샤크티)으로 몸 전체에 스며들어 몸을 생기있게 만든다. 그것은 지식의 형태(그나안스와루프)이자 지식인(그나아타)이다. 지바는 선하거나 악한 행위(업)의 수행자이며 이러한 행위의 결과를 경험한다. 그것은 마야에 영원히 묶여 있었고, 그 결과 탄생과 죽음의 순환 속을 헤매고 있다. 탄생은 지바가 새로운 몸을 얻는 것이고, 죽음은 몸에서 떠나는 것이다. 마치 낡은 옷을 버리고 새 옷을 입는 것처럼, 지바는 낡은 몸을 버리고 새로운 몸을 얻는다.

## 다른 학파와의 유사성

### 상키야-요가
지바와 상키야-요가의 푸루샤 사이에는 중요한 유사성이 있다. 가장 눈에 띄는 유사점은 지바와 푸루샤 모두 이원론의 일부라는 것이다. 상키야의 푸루샤와 프라크리티 사이의 이원론처럼, 자이나교에는 지바와 아지바 사이의 유사한 이원론이 있다.:77 지바와 푸루샤 모두 수가 많다고 한다.:73 상키야카리카는 다음과 같이 말한다.
탄생, 죽음, 생명의 도구가 각각 할당되어 있고; 직업이 한 번에 보편적이지 않으며; 자질이 다양하게 영향을 미치므로; 영혼(푸루샤)의 다수성이 입증된다— (상키야 카리카 18절) ·

이와 관련하여, 각 지바는 상키야의 푸루샤와 마찬가지로 다른 지바와 질적으로 구별되어 각 지바를 "자신만의 자아"라고 부를 수 있다.:77

### 니야야 다르샨
니야야 학파 또한 지바가 영원하고, 선행과 악행(업)의 열매를 경험하며, 환생을 겪는다는 믿음에서 베단타 학파와 유사점을 공유한다. 그러나 지바가 의식의 근원인 다른 학파들과 달리, 니야야 학파에서는 의식이 지바가 마음과 결합할 때만 발생하는 속성이다. 또한 니야야 학파는 해방을 행복과 기쁨의 상태라기보다는 고통의 완전한 부재로 믿는다.

## 같이 보기
- 인도계 종교
- 지바 (자이나교)
- 티르탕카라